# منلو پارک (نیوجرسی)
منلو پارک (به انگلیسی: Menlo Park) یک منطقهٔ مسکونی در ایالات متحده آمریکا است که در ادیسون، نیوجرسی واقع شده‌است. منلو پارک ۴۲٫۹۸ متر بالاتر از سطح دریا واقع شده‌است.